# Bridget Jones 3
Bridget Jones 3 – brytyjsko-amerykański film fabularny (komedia romantyczna) w reżyserii Sharon Maguire z 2016. Sequel filmów Dziennik Bridget Jones i Bridget Jones: W pogoni za rozumem, kręcony od 2 października do 27 listopada 2015.

## Obsada
- Renée Zellweger jako Bridget Jones
- Colin Firth jako Mark Darcy
- Patrick Dempsey jako Jack Qwant
- Sally Phillips jako Sharon „Shazza”
- James Callis jako Tom
- Shirley Henderson jako Jude
- Sarah Solemani jako Miranda
- Neil Pearson jako Richard Finch
- Emma Thompson jako doktor Rawlings
- Jim Broadbent jako pan Colin Jones
- Gemma Jones jako pani Pamela Jones
- Celia Imrie jako Una Alconbury
- Jessica Hynes jako Magda
- Ed Sheeran jako on sam

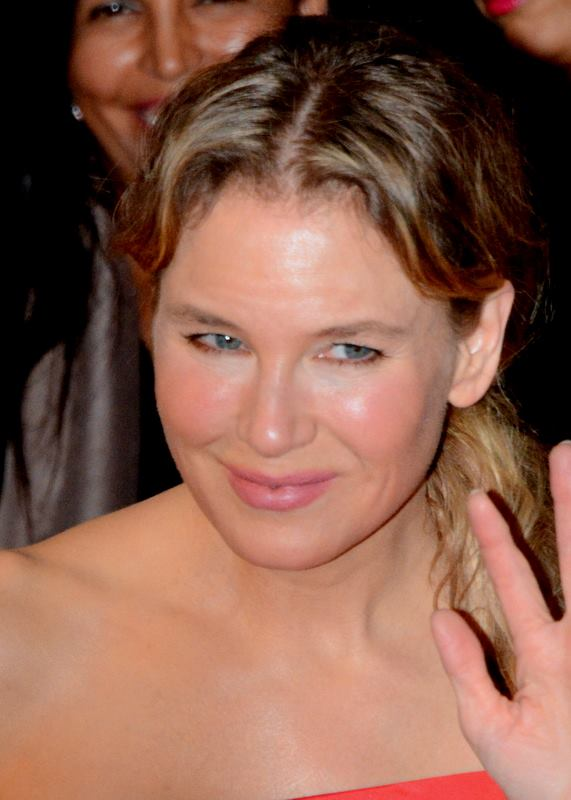
Renée Zellweger
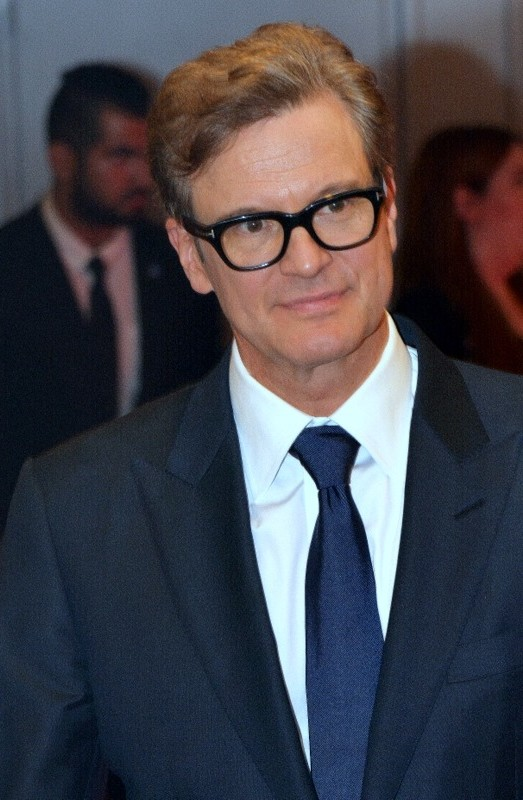
Colin Firth
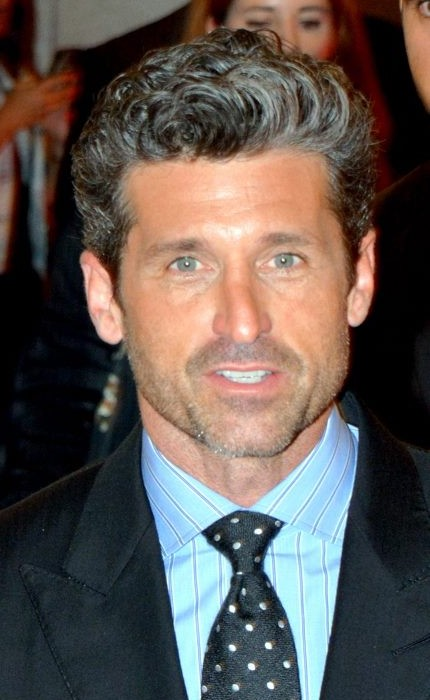
Patrick Dempsey